# Гейгер, Ален
Але́н Гейге́р (фр. Alain Geiger; род. 5 ноября 1960, Сьон) — швейцарский футболист, защитник. Оплот обороны сборной Швейцарии в середине 80-х. Он играл главным образом как центральный защитник, несмотря на то, что его рост был всего лишь 180 см.

## Клубная карьера
Гейгер начал профессиональную карьеру в 1977 году в клубе «Сьон». Но в первом своём сезоне появился на поле лишь дважды. Зато уже в следующем появляется на поле регулярно и помогает команде выиграть Кубок Швейцарии в 1980 году.
В 1981 Ален подписывает контракт с «Серветтом», выступления за который считаются лучшим временем в его карьере. По окончании сезона Гейгера признают лучшим игроком клуба и страны. Он помогает «Серветту» одержать победу над «Лозанной» в дополнительное время в финале Кубка Швейцарии 1984 года, а в 1985 завоевать чемпионский титул. По окончании сезона защитник покидает «Серветт» и присоединяется в «Ксамаксу», цвета которого защищает на протяжении сезонов 1986/87 и 1987/88. Помогая клубу завоевать два раза подряд Кубок Швейцарской лиги.
Летом 1988 Ален перебирается во Францию в один самых титулованных клубов «Сент-Этьен». Но команда после окончания «эры Платини» не может найти свою игру. Несмотря на то, что Гейгер является твёрдым игроком основы, он покидает «Сент-Этьен» по окончании сезон 1989/90 и возвращается в родной «Сьон». Там он выходит на пик формы и становится капитаном команды, а через некоторое время надевает капитанскую повязку и в сборной Швейцарии. В сезоне 1991 года благодаря филигранной игре Гейгера «Сьон» выигрывает чемпионство, а сам игрок четвёртый трофей в карьере.
В 1995 Ален переходит в «Грассхоппер», где и заканчивает карьеру по окончании сезона 1997 года. В высшем дивизионе чемпионата Швейцарии он проводит 496 игр и поражает ворота соперников 38 раз.

## Национальная сборная
В сборной Швейцарии Гейгер дебютирует в 1980 году в матче против сборной Англии. За сборную страны Гейгер отыграл 112 матчей и забил 5 мячей. По этому показателю он уступает только Хайнцу Эрману. Последним матчем Ален стала игра против той же Англии на Евро-1996. Также он был капитаном сборной на чемпионате мира 1994 года в США, где обычно выступал в связке Домиником Херром.

## Достижения

### Командные
«Сьон»
- Чемпион Швейцарии — 1991/92
- Обладатель Кубка Швейцарии — 1979/80, 1990/91

 «Серветт»
- Чемпион Швейцарии — 1984/85
- Обладатель Кубка Швейцарии — 1983/84

 «Ксамакс»
- Чемпион Швейцарии — 1986/87, 1987/88

### Тренерские
«Грассхоппер»
- Обладатель Кубка Швейцарии — 2003/04

 «ЕС Сетиф»
- Чемпион Алжира — 2012
- Обладатель Кубка Алжира — 2012

## Личная жизнь
Его сын, Бастиан, также является профессиональным футболистом.